# Rimska škofija
Rimska škofija (latinsko Dioecesis Urbis seu Romana, italijansko Diocesi di Roma), tudi Rimska nadškofija ali Rimski vikariat, je rimskokatoliška škofija (dejansko ima zaradi pomembnosti status nadškofije), ki teritorialno obsega mesto Rim in celotno Rimsko cerkveno pokrajino.
Rimska škofija je zaradi cerkvene zgodovine in tradicije, lokacije v Rimu ter večstoletnih povezav s Svetim sedežem med najpomembnejšimi škofijami Rimskokatoliške cerkve.
Rimska škofija je metropola Rimske cerkvene pokrajine, njen škof je obenem papež in primas vseh italijanskih nadškofij in škofij.

## Škofijski sedež
Škofijski sedež je v Nadbaziliki sv. Janeza v Lateranu, ki je najpomembnejša med štirimi velikimi oz. papeškimi bazilikami v Rimu. V skladu z Lateranskimi sporazumi, podpisanimi leta 1929, imajo Nadbazilika v Lateranu in tamkajšnje sosednje stavbe eksteritorialni status, kot ena od lastnin Svetega sedeža.

## Organiziranost

### Organizacijske spremembe
Po drugi svetovni vojni je glavno mesto Rim doživelo takšno širitev, da je po gostoti poselitve postalo ena največjih italijanskih metropol. Kar je stoletja predstavljalo celotno mesto Rim, je postopoma postalo samo še »zgodovinsko središče«, obkroženo s številnimi četrtmi, ki so opredeljene kot »predmestne«. Vse to je od zgodnjih šestdesetih let prejšnjega stoletja vodilo do zapletene škofijske organiziranosti, da se je bila sposobna spoprijeti s pastoralnimi zahtevami, ki jih je narekovala tako hitra kot velika širitev mesta. Nastala je sedanja razdelitev škofije na pet sektorjev, znotraj katerih se nahajajo enote, na katere je konkretno in stvarno razdeljeno ozemlje škofije, se pravi župnije, združene v prefekture.

### Prefekture Rimske škofije
Rimska škofija je razdeljena na sedem prefektur, ki so manjše upravne enote znotraj škofije (podobno kot pri nas dekanije). Te prefekture so bile vzpostavljene, da bi bolje organizirale pastoralno delo in zagotovile učinkovitejše upravljanje različnih župnij znotraj škofije. Vsaka prefektura združuje več župnij in je pod vodstvom prefekta, ki skrbi za koordinacijo pastoralnih dejavnosti in nudi podporo duhovnikom v svoji prefekturi.

### Sedanja organiziranost
Papež Frančišek je 6. januarja 2023 z apostolsko konstitucijo »In Ecclesiarum Communione«, reorganiziral škofijo, da bi postala bolj kolegialna in da bi se okrepila vloga papeža v njej.
Rimska škofija je sedaj organizirana tako, da se bolje prilagaja širjenju mesta Rim in pastoralnim potrebam njegovih prebivalcev. Škofija je zato razdeljena na štiri glavne sektorje, ki vključujejo različne prefekture in župnije. Vsak sektor ima svojega pomožnega škofa, ki skrbi za specifične pastoralne potrebe tega območja. 
Papež Frančišek je v svojem motupropriju »Resnična lepota« poudaril potrebo po boljši organizaciji in vključevanju predmestij ter zgodovinskega središča Rima. Cilj je okrepiti enotno in sinodalno dojemanje škofije, kar vključuje zmanjšanje števila prefektur in boljšo prilagoditev na širjenje mesta. Organizacijsko to pomeni, da bodo štirje sektorji, na temelju njihovega geografskega položaja, po novem vključevali pet prefektur in petintrideset župnij, ki so na ozemlju sektorja center oz. v zgodovinskem središču Rima.

## Vodenje Rimske škofije
Vodja rimske škofije je naslovno vsakokratni papež, ki je obenem rimski škof. Četudi je papež osebno naslovni škof rimske škofije, pa glede na njegove številne naloge vodenja Cerkve, nadškofijo de facto vodi od njega imenovani rimski vikar, sedaj to funkcijo opravlja kardinal Balassare Reina (od 2024). Rimska škofija kot dejanska nadškofija in metropolija namreč združuje tudi druge sufraganske škofije v deželi Lacij, hkrati pa obsega večino metropolitanskega območja Rima in Vatikansko mestno državo, ki je najmanjša neodvisna država na svetu.
Kardinal vikar je papežev namestnik za pastoralno in administrativno vodenje škofije.
Pomožni škofje pomagajo kardinalu vikarju pri upravljanju različnih sektorjev škofije.
Vsaka prefektura ima svojega prefekta, ki koordinira pastoralno delo in podpira duhovnike v svoji prefekturi.
Duhovniki in župniki so odgovorni za posamezne župnije znotraj prefektur.

### Vatikanski vikariat
Vikariat je pristojen za ozemlje Vatikana, ki obsega zgolj dve župniji: Župnijo bazilike sv. Petra in Župnijo sv. Ane v Vatikanu.  
Pastoralno poslanstvo do prebivalcev Vatikana je minimalno, primarno se vikariat ukvarja z zagotavljanjem duhovne oskrbe turistom, romarjem in drugim prebivalcem Rima, v času obiska Vatikana. Od leta 2021 je generalni vikar za Vatikan nadduhovnik bazilike svetega Petra, kardinal Mauro Gambetti.

## Pomen
Rimska škofija je zelo pomembna, saj je zaradi t.i. apostolskega nasledstva sedež rimskega škofa oz. papeža, ki je vrhovni poglavar Katoliške cerkve. Kot rimski škof ima papež posebno vlogo in avtoriteto v Cerkvi. Rimska škofija je tudi zgodovinsko in duhovno središče krščanstva, saj je vsaj duhovno povezana z apostolom Petrom, ki naj bi bil prvi rimski škof.

## Zgodovina
Najboljši razpoložljivi dokaz o začetku krščanskega občestva v Rimu je svetopisemsko  Pismo Rimljanom, katerega avtor naj bi bil apostol Pavel. To nakazuje, da je bila cerkev ustanovljena verjetno v zgodnjih 40. letih našega štetja. Sveti Peter se je s to cerkvijo povezal nekje med letom 58 in zgodnjimi 60-imi leti.
Zadnja leta prvega stoletja in prva leta drugega obsegajo t.i. »postapostolsko obdobje«, ki se odraža tudi v zunajbibličnih spisih Klemena Rimskega in Ignacija Antiohijskega. Do danes je cerkev iz Rima izvajala univerzalno pastoralno oskrbo, ki je segala onkraj lastne skupnosti, saj je nadomestila Jeruzalem kot središče rastoče Cerkve. Papeži se se pri tem sklicevali in se sklicujejo na apostola Petra in Pavla, s katerima se je rimska cerkev najbolj poistovetila. Ustanovitev rimske škofije v prvem stoletju se tako pripisuje sv. Petru, sv. Pavel, znan tudi kot apostol poganov, pa je bil ključna figura v zgodnjem krščanstvu in je ustanovil številne cerkvene skupnosti v Mali Aziji in Evropi, zato sta oba med zavetniki škofije. Apostol Peter naj bi bil tudi prvi rimski škof in papež. Po krščanskem izročilu in na podlagi zapisa v Novi zavezi o Petru, kot skali, na kateri bo Jezus zgradil svojo cerkev (Mt 16,18) kristjani verujejo, da je Jezus imenoval sv. Petra za prvega rimskega škofa, kar je postavilo temelje za nadaljnji razvoj Cerkve.
Krščanstvo se je v Rimu začelo širiti v prvem stoletju našega štetja, sprva kot majhna in pogosto preganjana sekta znotraj judovske skupnosti. Prvi kristjani so se zbirali v zasebnih domovih in kasneje v katakombah, da bi se izognili preganjanju.
Preganjanje kristjanov je bilo še posebej intenzivno pod cesarjem Neronom, ki je kristjane okrivil za požar v Rimu leta 64 n. št. Kasneje so se preganjanja nadaljevala pod različnimi cesarji, vse dokler ni cesar Konstantin leta 313 z Milanskim ediktom priznal krščanstvu pravico do svobodnega izpovedovanja vere.
Nekaj pomembnih rimskih škofov skozi zgodovino:
- Peter (okoli 30–64 n. št.) - prvi rimski škof in eden izmed Jezusovih apostolov.
- Gregor I. Veliki (590–604) - papež, ki je znan po reformah cerkvene liturgije in pošiljanju misijonarjev v Anglijo.
- Urban II. (1088–1099) - papež, ki je pozval k prvi križarski vojni.

### Primat Rima kot središča cerkve
Rim je nesporno mesto, kjer sta umrla in sta pokopana apostola sv. Peter in sv. Pavel. Pa ima zato primat kot mati vseh cerkva? 
Tudi napis na nadbaziliki sv. Janeza v Lateranu, ki je stolnica rimskega škofa oz. papeža: »Caput et mater omnium ecclesiarum urbis et orbis« (Glava in mati vseh cerkva v mestu in na svetu), ne more izpodbiti dejstva, da osrednje središče in matično občestvo prve krščanske skupnosti ni bilo v Rimu, marveč v Jeruzalemu.

### Romanja v Rim
Kljub prej napisanemu o primatu Rima ostaja zgodovinsko izpričano dejstvo, da je Rim je že stoletja priljubljena destinacija za krščanske romarje z vsega sveta. Vsako leto milijoni ljudi obiščejo mesto, da bi obiskali pomembne verske kraje, kot so bazilika svetega Petra, nadbazilika sv. Janeza v Lateranu, bazilika svetega Pavla zunaj obzidja in številne druge cerkve ter svetišča. 
Romanje v Rim je še posebej pomembno in privlačno za vernike ob t.i. svetih letih. Sveto leto, znano tudi kot jubilejno leto, je namreč obdobje posebne milosti in odpuščanja grehov, ki ga razglasi papež.